# KWord
KWord är ett ordbehandlingsprogram för Linux/Unix. Den var det mest utvecklade programmet i kontorspaketet KOffice för KDE. Till skillnad från traditionella ordbehandlare är KWord rambaserad och erbjuder vissa DTP-funktioner, vilket möjliggör enklare produktion av trycksaker, broschyrer m m. 